# Vacia-Madrid
Vaciamadrid fue una localidad española de la provincia de Madrid. Hoy día el lugar forma parte del municipio de Rivas-Vaciamadrid.

## Historia
Hacia mediados del siglo XIX, el lugar, que desde 1845 compartía ayuntamiento con Rivas de Jarama, tenía contabilizada una población de 21 habitantes. La villa aparece descrita en el decimoquinto volumen del Diccionario geográfico-estadístico-histórico de España y sus posesiones de Ultramar de Pascual Madoz de la siguiente manera:

VACIA-MADRID: v. que desde el año de 1845 forma ayunt. con Rivas de Jarama (3/4 leg.) en la prov. y aud. terr. de Madrid (3), part. jud. de Alcalá de Henares (5), c. g. de Castilla la Nueva, dióc. de Toledo (14). sit. sobre la carretera que de Madrid dirige, por las Cabrillas, á Valencia; entre los r. Jarama y Manzanares: la combaten todos los vientos y su clima es propenso, por lo comun, á tercianas: tiene 14 casas, siendo la mas notable de todas ellas la llamada de Arriba, que era el palacio de los cond. de Altamira, hoy propiedad de D. Clemente de Rojas: está bien conservada, tiene bastantes comodidades y tres fuentes, si bien su aguas no son potables, á causa del terreno de yeso por donde pasan: tambien existe, casi arruinado, el palacio de Felipe IV, en donde paraba cuando iba á caza, y en el que se cuenta estuvo desterrada la célebre Marizápalos; la parte mas conservada de este edificio, está destinada para casa de postas: hay casa de ayunt., cárcel, una posada, un pozo de aguas salobres que se utilizan para el uso de los ganados, y una igl. parr. (San Marcos) aneja de la de Perales del Rio, cuyo párroco la sirve. Confina el térm. N. Rivas de Jarama y Vicálvaro; E. Arganda; S. San Martin de la Vega, y O. Vallecas y Getafe: se estiénde 1 leg. de N. á S., é igual dist. de E. á O.; y comprende diferentes sotos para pastos, con alamedas de álamos blancos, chopos y leñas bajas; varias canteras de piedra y yeso, y abundantes dehesas para pastos; le cruzan los r. Jarama y Manzanares y los arroyos de los Migueles de la Amarguilla ó Copa Negra y Valdetaray, que desaguan en el segundo: sobre el Jarama existe un magnífico puente colgante, construido en el año de 1843 (V. Arganda): tambien entra en este térm. el canal de Manzanares, que á poca dist. de la pobl. tiene hecha la caja y el desembarcadero, pero como está sin concluir no corre el agua: en un sitio llamado Banco de Cuelga-mures, está construida la presa y compuertas que toman las aguas del Jarama para la Real Acequia de riego, propia de S. M. El terreno es salitroso, de yeso y de secano, y solo se cultiva una pequeña parte, que se siembra de cebada. caminos: la citada carretera de Madrid á Valencia y los transversales. El correo se recibe de Vallecas todos los dias, por un mozo que se manda á recogerlo. prod. una insignificante cantidad de cebada, que siembran los guardas y algunos vec. de los pueblos inmediatos; mantiene ganado lanar, vacuno y caballar; cria caza de conejos y liebres, y pesca de barbos. comercio: una pequeña tienda para el consumo de los hab. pobl.: 12 vec., 21 alm. cap. prod.: 567,183 rs. imp.: 23,967. contr.: 9'65 por 100.
(Madoz, 1849, p. 251)

La localidad quedó destruida durante la guerra civil española.